# 京津冀城市群

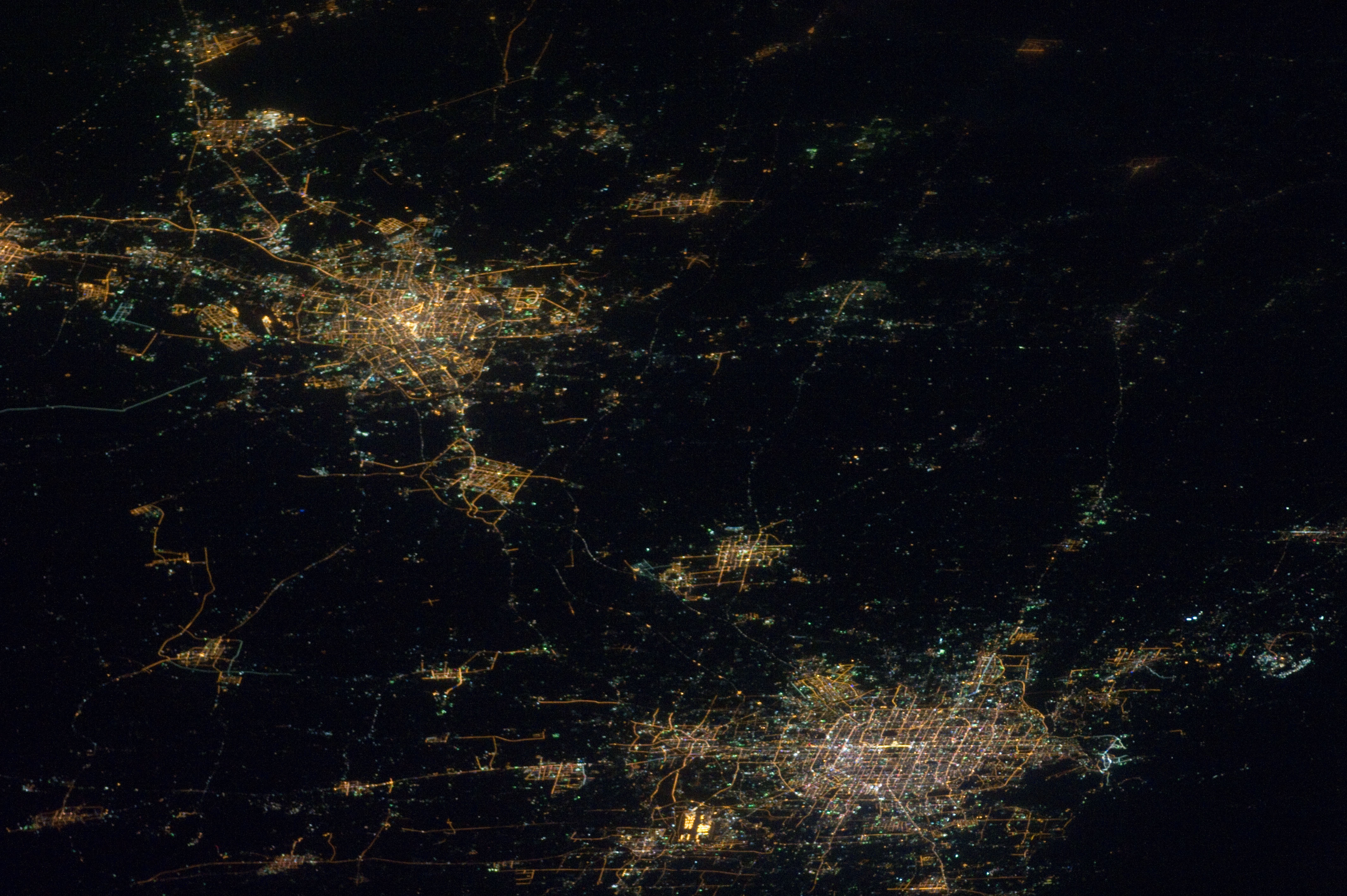
从国际空间站上拍摄的北京（右下）和天津（左上）夜景（攝於2010年12月14日）

京津冀城市群是中国首都经济圈的扩展，涵盖北京、天津和河北全境所有城市。

## 区分
首都经济圈指以北京为核心的地区的合称，是指以北京为核心，通过京津、京保石、京唐秦三条轴线向周围辐射的所有城市构成的集合；包括北京、天津两个個直辖市、及河北石家庄、唐山、秦皇岛、承德、廊坊、沧州、保定和张家口8地级市，及其所辖遵化、迁安、霸州、三河、泊头、任丘、黄骅、河间、涿州、定州、安国、高碑店、辛集、晋州、新乐15个县级市。
而京津冀城市群除了首都经济圈以外，还包括邯郸、邢台和衡水3地级城市，及其所辖的武安、南宫、沙河、深州4县级城市，共有2个直辖市、11个地级市、19个县级市。

## 历史沿革
1981年，原国家计委牵头编写制定《京津唐地区国土规划》(即北京、天津、唐山)，是政府部门研究京津冀一体化的开端。这份文件代表着计划经济以“工业”为重点带动城市发展的观念。北京原来是个工商业城市，工业基础不好，而唐山工业基础好、资源条件好，有了唐山，北京就可以把工业放在唐山，所以把三个城市结合起来作为一个整体来布局，形成一个合理、优化的工业格局，这是当时的出发点。中国科学院的胡序威、陆大道组织和参与了这份规划的制定。京津唐的核心是围绕工业布局和交通布局，“布局”一词就具有计划经济的概念。
随着改革开放、市场化的推进，计划经济向市场经济过渡，越来越多的经济联系已经不仅仅发生在京津唐这个范围内，需要慢慢开始考虑更大范围的京津冀。2000年后，京津冀谈得比较多。京津冀区域规划是陆大道、樊杰(现任中国科学院科技战略咨询研究院副院长，曾负责完成《京津冀都市圈区域规划》的研制任务)等人提出来的。2004年，发改委召开了首次京津冀区域合作座谈会，京津冀都市圈区域规划编制随后启动(范围包括北京、天津，以及河北省的石家庄、保定、廊坊、唐山、秦皇岛、沧州、张家口、承德一共2个直辖市和8个地级市，河北南部的邯郸、邢台、衡水不在京津冀范围之内)。但遗憾的是，这份区域规划最后没能公布出来，主要原因在于京津冀三方的利益难以协调，各方利益没有达成一致。
2014年2月26日，中共中央总书记习近平听取京津冀协同发展工作情况的汇报，京津冀一体化从此被提至国家战略层面。2014年8月2日，国务院京津冀协同发展领导小组成立，时任中共中央政治局常委、国务院副总理张高丽担任组长。2015年，中央主持的《京津冀协同发展规划纲要》正式落地，京津冀协同发展包括北京、天津，以及河北的11个城市，一共13个城市。